# Bruno Carotti
Bruno Carotti (ur. 30 września 1972 w Palma de Mallorca) – piłkarz francuski grający na pozycji środkowego obrońcy.

## Kariera klubowa
Carotti ma pochodzenie hiszpańskie i urodził się na Majorce. Karierę piłkarską rozpoczął we Francji, w klubie Montpellier HSC. W 1991 roku awansował do kadry pierwszej drużyny Montpellier. 1 maja 1992 zadebiutował w Ligue 1 w zremisowanym 1:1 wyjazdowym meczu z AS Monaco. Od sezonu 1992/1993 był podstawowym zawodnikiem Montpellier. W 1994 roku wystąpił w przegranym 0:3 finale Pucharu Francji z AJ Auxerre. W Montpellier grał do 1995 roku.
Latem 1995 Carotti odszedł z Montpellier do FC Nantes. Przez 3 lata był podstawowym zawodnikiem tego klubu. W 1998 roku przeszedł z Nantes do Paris Saint-Germain, w którym grał przez sezon. W 2000 roku był wypożyczony z PSG na pół roku, do AS Saint-Étienne.
Latem 2000 Carotti przeszedł do Toulouse FC, a rok później wrócił do Montpellier HSC. W 2004 roku spadł z nim z Ligue 1 do Ligue 2. W 2009 roku wrócił z Montpellier do pierwszej ligi, a latem tamtego roku zakończył karierę sportową.
| Sezon   | Klub                | Kraj    | Rozgrywki | Mecze | Bramki |
| ------- | ------------------- | ------- | --------- | ----- | ------ |
| 1991/92 | Montpellier HSC     | Francja | Ligue 1   | 1     | 0      |
| 1992/93 | Montpellier HSC     | Francja | Ligue 1   | 28    | 1      |
| 1993/94 | Montpellier HSC     | Francja | Ligue 1   | 25    | 2      |
| 1994/95 | Montpellier HSC     | Francja | Ligue 1   | 34    | 3      |
| 1995/96 | FC Nantes           | Francja | Ligue 1   | 34    | 1      |
| 1996/97 | FC Nantes           | Francja | Ligue 1   | 34    | 2      |
| 1997/98 | FC Nantes           | Francja | Ligue 1   | 21    | 2      |
| 1998/99 | Paris Saint-Germain | Francja | Ligue 1   | 19    | 0      |
| 1999/00 | Paris Saint-Germain | Francja | Ligue 1   | 1     | 0      |
| 1999/00 | AS Saint-Étienne    | Francja | Ligue 1   | 10    | 1      |
| 2000/01 | Toulouse FC         | Francja | Ligue 1   | 28    | 0      |
| 2001/02 | Montpellier HSC     | Francja | Ligue 1   | 33    | 3      |
| 2002/03 | Montpellier HSC     | Francja | Ligue 1   | 33    | 2      |
| 2003/04 | Montpellier HSC     | Francja | Ligue 1   | 27    | 3      |
| 2004/05 | Montpellier HSC     | Francja | Ligue 2   | 33    | 1      |
| 2005/06 | Montpellier HSC     | Francja | Ligue 2   | 34    | 4      |
| 2006/07 | Montpellier HSC     | Francja | Ligue 2   | 28    | 2      |
| 2007/08 | Montpellier HSC     | Francja | Ligue 2   | 22    | 1      |
| 2008/09 | Montpellier HSC     | Francja | Ligue 2   | 13    | 2      |

## Kariera reprezentacyjna
W swojej karierze Carotti rozegrał 17 meczów w reprezentacji Francji U-21. Grał również w towarzyskich meczach reprezentacji Francji B.